# Johann Konrad Frischknecht

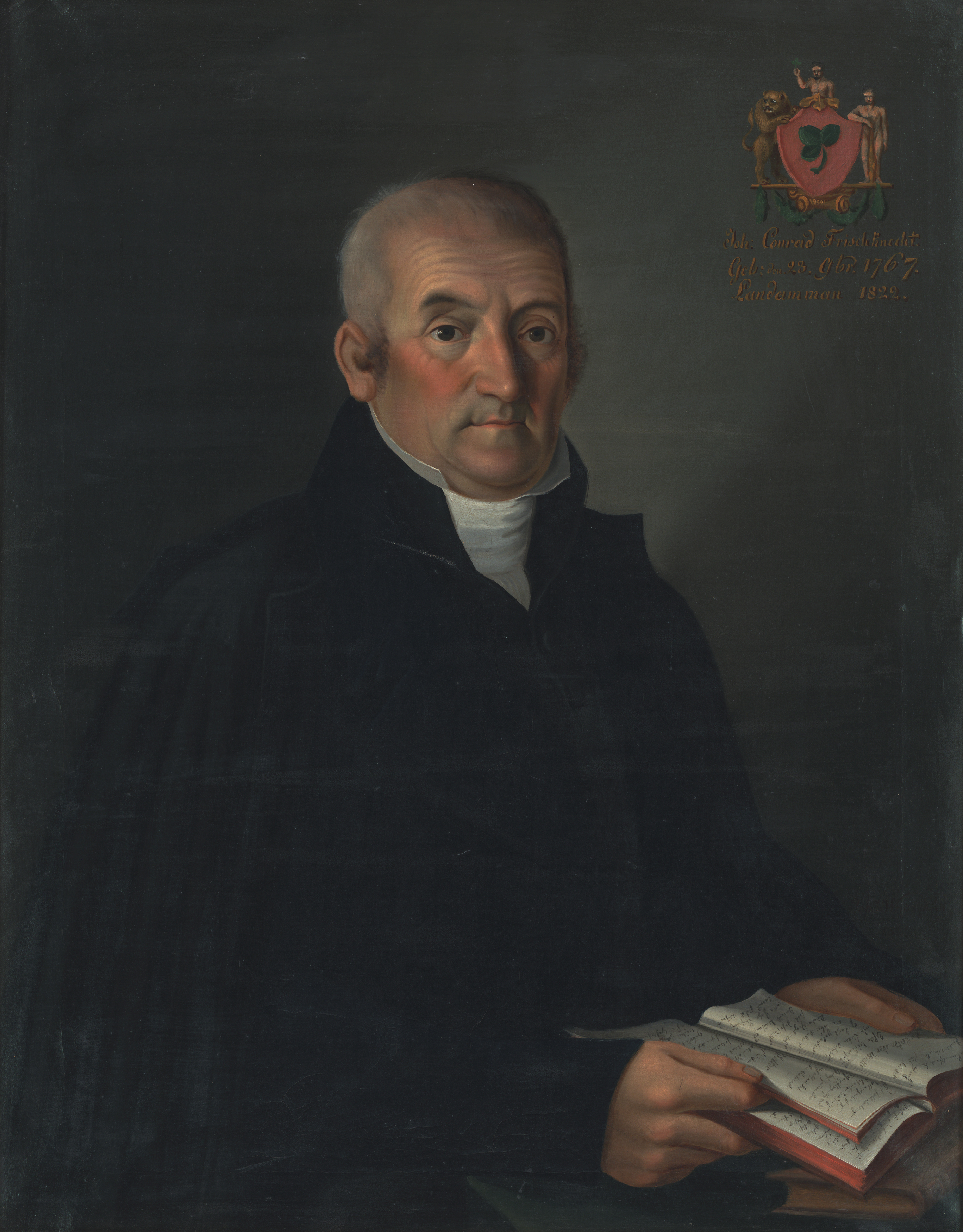
Johann Conrad Frischknecht, 35. Landammann von Appenzell Ausserrhoden 1822–1826.

Johann Konrad Frischknecht (* 11. November 1767 in Schwellbrunn; † 5. November 1842 in ebenda; heimatberechtigt in Schwellbrunn) war ein Schweizer Weinhändler, Gemeindepräsident, Mitglied des Kleinen Rat und Landammann aus dem Kanton Appenzell Ausserrhoden.

## Leben
Johann Konrad Frischknecht war ein Sohn des Hans Conrad Frischknecht, Wirt in bescheidenen Verhältnissen, und der Anna Catharina Frischknecht. Im Jahr 1793 heiratete er seine erste Frau, Elisabeth Zähner, Tochter des Martin Zähner, Gemeindehauptmann in Hundwil. Seine zweite Frau, Elisabeth Preisig, Tochter des Bartholome Preisig und Witwe des Johannes Schweizer, beide Baumwollstoff-Fabrikanten in Schwellbrunn, heiratete er im Jahr 1827. 
Johann Konrad Frischknecht erlernte das Metzgerhandwerk und erwarb als Wirt und Weinhändler ein grosses Vermögen. In Schwellbrunn war er Gemeinderat und Gemeindeschreiber ab 1798. Im Jahr 1800 wurde er zum Präsidenten der Gemeindekammer. 1803 versah er das Amt als Gemeindehauptmann. In Ausserrhoden war Johann Konrad Frischknecht von 1814 bis 1816 Landesfähnrich. Ab 1816 bis 1820 war er Landeshauptmann, von 1820 bis 1822 Landesseckelmeister und ab 1822 bis 1826 Landammann. Gegen seinen Willen wurde Johann Konrad Frischknecht, der sich seiner mangelnden Bildung bewusst war, als "Bauern-Landammann" und als Gegensatz zum "Herren-Landammann" Matthias Oertli gewählt. Er setzte sich gegen die Todesstrafe ein. Bekannt wurde sein Streit mit dem Schwellbrunner Pfarrer Leonhard Hohl, welcher Johann Konrad Frischknecht als amtsunfähigen Bauerntölpel zu verunglimpfen versuchte.